# Local Government Areas in Queensland

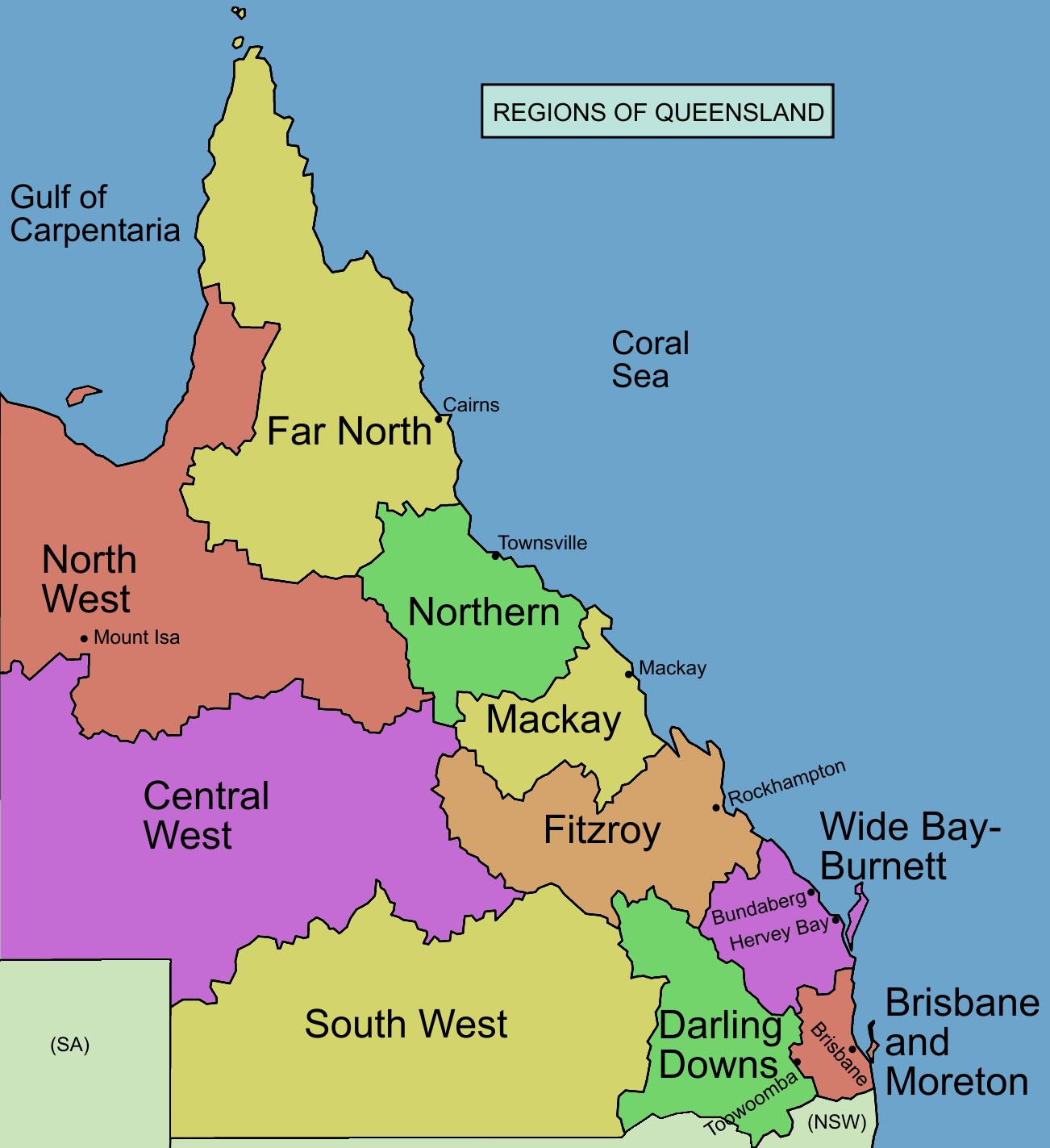
Karte der Regionen in Queensland

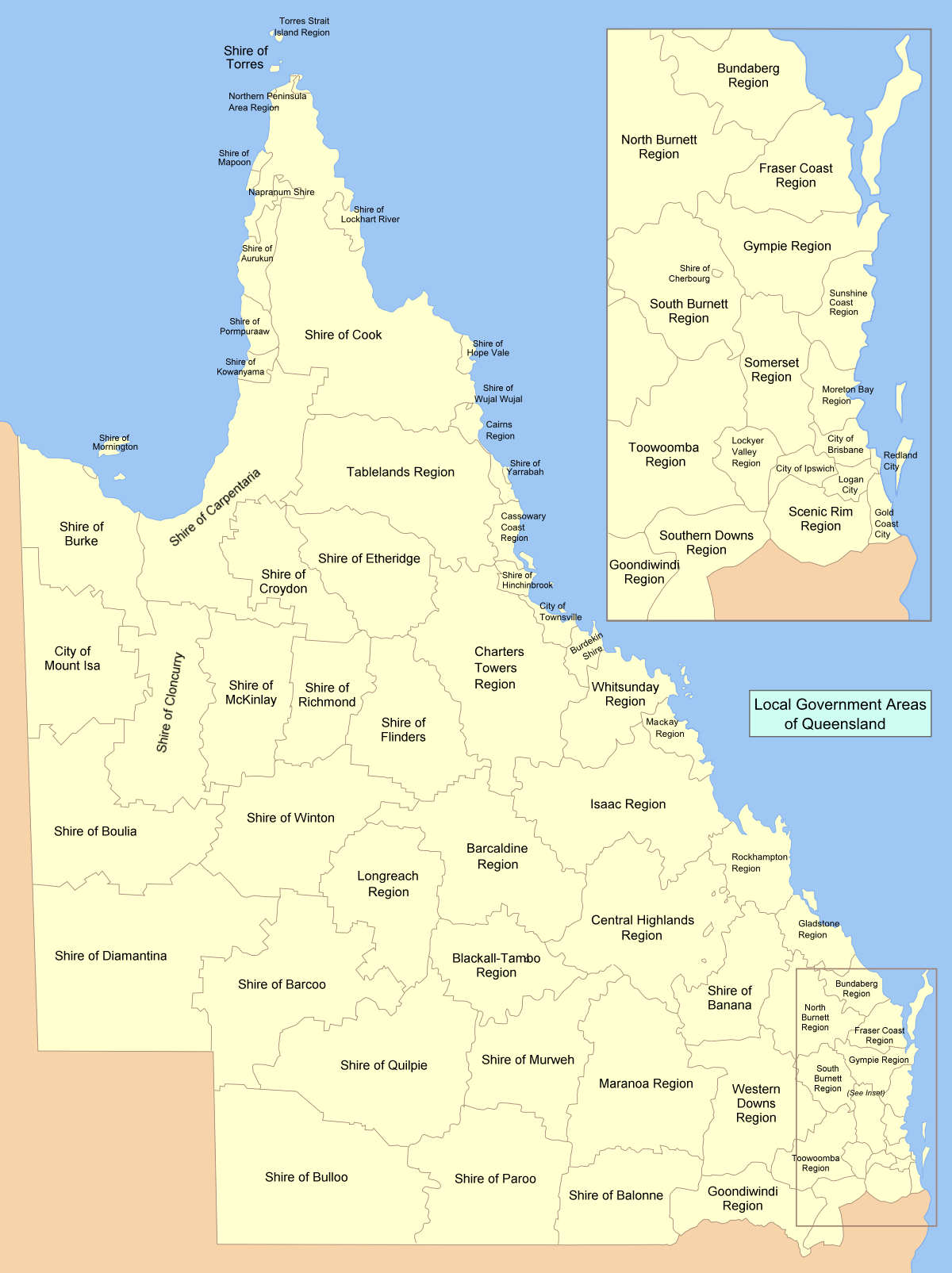
Karte der Verwaltungsgebiete in Queensland nach März 2008

Der australische Bundesstaat Queensland ist seit 17. März 2008 nur noch in 53 lokale Verwaltungsgebiete (Local Government Areas) unterteilt.
| Name                        | Verwaltungs- sitz | Region                  | seit | Fläche (km²) | Einwohner (2006) | Karte |
| --------------------------- | ----------------- | ----------------------- | ---- | ------------ | ---------------- | ----- |
| Brisbane City               | Brisbane          | South East Queensland   | 1924 | 1.367        | 956.129          |       |
| Gold Coast City             | Nerang            | South East Queensland   | 1948 | 1.358        | 455.419          |       |
| Ipswich City                | Ipswich           | South East Queensland   | 1860 | 1.089        | 142.525          |       |
| Lockyer Valley Region       | Gatton            | South East Queensland   | 2008 | 2.273        | 31.138           |       |
| Logan City                  | Logan             | South East Queensland   | 1978 | 913          | 253.864          |       |
| Moreton Bay Region          | Strathpine        | South East Queensland   | 2008 | 2.011        | 337.846          |       |
| Redland City                | Cleveland         | South East Queensland   | 1949 | 537          | 126.964          |       |
| Scenic Rim Region           | Beaudesert        | South East Queensland   | 2008 | 4.256        | 34.659           |       |
| Somerset Region             | Esk               | South East Queensland   | 2008 | 5.379        | 19.291           |       |
| Sunshine Coast Region       | Nambour           | South East Queensland   | ?    | 3.126        | 290.026          |       |
| Banana Shire                | Biloela           | Wide Bay-Burnett        | 1879 | 28.577       | 15.773           |       |
| Bundaberg Region            | Bundaberg         | Wide Bay-Burnett        | 2008 | 6.451        | 86.364           |       |
| Cherbourg Shire             | Cherbourg         | Wide Bay-Burnett        | 1986 | 32           | 1.250            |       |
| Fraser Coast Region         | Hervey Bay        | Wide Bay-Burnett        | 2008 | 7.125        | 86.747           |       |
| Gympie Region               | Gympie            | Wide Bay-Burnett        | 2008 | 6.898        | 42.820           |       |
| North Burnett Region        | Gayndah           | Wide Bay-Burnett        | 2008 | 19.708       | 10.668           |       |
| South Burnett Region        | Kingaroy          | Wide Bay-Burnett        | 2008 | 8.399        | 29.734           |       |
| Goondiwindi Region          | Goondiwindi       | Darling Downs           | 2008 | 19.294       | 10.720           |       |
| Southern Downs Region       | Warwick           | Darling Downs           | 2008 | 7.120        | 32.610           |       |
| Toowoomba Region            | Toowoomba         | Darling Downs           | 2008 | 12.973       | 151.283          |       |
| Western Downs Region        | Dalby             | Darling Downs           | 2008 | 38.039       | 30.018           |       |
| Central Highlands Region    | Emerald           | Central Queensland      | 2008 | 59.884       | 26.824           |       |
| Gladstone Region            | Gladstone         | Central Queensland      | 2008 | 10.488       | 51.351           |       |
| Isaac Region                | Clermont          | Central Queensland      | 2008 | 58.862       | 20.443           |       |
| Mackay Region               | Mackay            | Central Queensland      | 2008 | 7.621        | 100.260          |       |
| Rockhampton Region          | Rockhampton       | Central Queensland      | 2008 | 18.361       | 103.297          |       |
| Woorabinda Shire            | Woorabinda        | Central Queensland      | 1986 | 391          | 1.035            |       |
| Burdekin Shire              | Ayr               | North Queensland        | 1888 | 5.052        | 17.020           |       |
| Charters Towers Region      | Charters Towers   | North Queensland        | 2008 | 68.388       | 12.280           |       |
| Hinchinbrook Shire          | Ingham            | North Queensland        | 1879 | 2.811        | 12.260           |       |
| Palm Island Shire           | Great Palm Island | North Queensland        | 1986 | 71           | 1.984            |       |
| Townsville City             | Townsville        | North Queensland        | 2008 | 3.733        | 164.008          |       |
| Whitsunday Region           | Bowen             | North Queensland        | 2008 | 23.856       | 30.719           |       |
| Aurukun Shire               | Aurukun           | Far North Queensland    | 1978 | 7.375        | 1.044            |       |
| Cairns Region               | Cairns            | Far North Queensland    | 2008 | 4.128        | 142.723          |       |
| Cassowary Coast Region      | Innisfail         | Far North Queensland    | 2008 | 4.701        | 30.843           |       |
| Cook Shire                  | Cooktown          | Far North Queensland    | 1919 | 106.188      | 3.464            |       |
| Hope Vale Shire             | Hopevale          | Far North Queensland    | 1986 | 1.118        | 914              |       |
| Kowanyama Shire             | Kowanyama         | Far North Queensland    | 1987 | 2.576        | 1.021            |       |
| Lockhart River Shire        | Lockhart River    | Far North Queensland    | 1987 | 3.545        | 642              |       |
| Mapoon Shire                | Mapoon            | Far North Queensland    | 2002 | 530          | 214              |       |
| Napranum Shire              | Napranum          | Far North Queensland    | 1989 | 1.995        | 813              |       |
| Northern Peninsula Area     | Bamaga            | Far North Queensland    | 2008 | 1.030        | 2.175            |       |
| Pormpuraaw Shire            | Pormpuraaw        | Far North Queensland    | 1987 | 4.433        | 600              |       |
| Tablelands Region           | Malanda           | Far North Queensland    | 2008 | 64.999       | 42.145           |       |
| Torres Shire                | Thursday Island   | Far North Queensland    | 1974 | 886          | 3.233            |       |
| Torres Strait Island Region | Thursday Island   | Far North Queensland    | 2008 | 489          | 4.434            |       |
| Weipa Town                  | Weipa             | Far North Queensland    | 1963 | 10,9         | 2.830            |       |
| Wujal Wujal Shire           | Wujal Wujal       | Far North Queensland    | 1987 | 11           | 379              |       |
| Yarrabah Shire              | Yarrabah          | Far North Queensland    | 1986 | 158          | 2.322            |       |
| Burke Shire                 | Burketown         | North West Queensland   | 1885 | 40.126       | 481              |       |
| Carpentaria Shire           | Normanton         | North West Queensland   | 1883 | 64.373       | 2.290            |       |
| Cloncurry Shire             | Cloncurry         | North West Queensland   | 1884 | 48.113       | 3.834            |       |
| Croydon Shire               | Croydon           | North West Queensland   | 1887 | 29.578       | 319              |       |
| Doomadgee Shire             | Doomadgee         | North West Queensland   | 1987 | 1.862        | 1.236            |       |
| Etheridge Shire             | Georgetown        | North West Queensland   | 1882 | 39.332       | 851              |       |
| Flinders Shire              | Hughenden         | North West Queensland   | 1882 | 41.538       | 1.974            |       |
| McKinlay Shire              | Julia Creek       | North West Queensland   | 1891 | 40.880       | 1.013            |       |
| Mornington Shire            | Gununa            | North West Queensland   | 1978 | 1.232        | 1.044            |       |
| Mount Isa City              | Mount Isa         | North West Queensland   | 1914 | 43.349       | 21.201           |       |
| Richmond Shire              | Richmond          | North West Queensland   | 1910 | 26.602       | 1.148            |       |
| Barcaldine Region           | Barcaldine        | Central West Queensland | 2008 | 53.677       | 3.503            |       |
| Barcoo Shire                | Jundah            | Central West Queensland | 1885 | 62.001       | 450              |       |
| Blackall-Tambo Region       | Blackall          | Central West Queensland | 2008 | 30.451       | 2.069            |       |
| Boulia Shire                | Boulia            | Central West Queensland | 1887 | 61.102       | 547              |       |
| Diamantina Shire            | Bedourie          | Central West Queensland | 1879 | 94.823       | 304              |       |
| Longreach Region            | Longreach         | Central West Queensland | 2008 | 40.638       | 4.664            |       |
| Winton Shire                | Winton            | Central West Queensland | 1886 | 53.935       | 1.544            |       |
| Balonne Shire               | St George         | South West Queensland   | 1883 | 31.150       | 5.627            |       |
| Bulloo Shire                | Thargomindah      | South West Queensland   | 1880 | 73.807       | 457              |       |
| Maranoa Region              | Roma              | South West Queensland   | 2008 | 58.830       | 12.648           |       |
| Murweh Shire                | Charleville       | South West Queensland   | 1879 | 40.742       | 5.026            |       |
| Paroo Shire                 | Cunnamulla        | South West Queensland   | 1879 | 47.714       | 2.114            |       |
| Quilpie Shire               | Quilpie           | South West Queensland   | 1930 | 67.633       | 1.049            |       |